# Martin Douillard
Martin Douillard (ur. 20 marca 1985 w Les Sables-d’Olonne) – francuski piłkarz. Obecnie gra w Championnat de France amateur (IV Liga) w FC Mulhouse.